# Belonidium pruinosum
Belonidium pruinosum är en svampart som först beskrevs av Jerdon ex Berk. & Broome, och fick sitt nu gällande namn av Rehm. Belonidium pruinosum ingår i släktet Belonidium och familjen Hyaloscyphaceae.   Inga underarter finns listade i Catalogue of Life.